# Interdikt

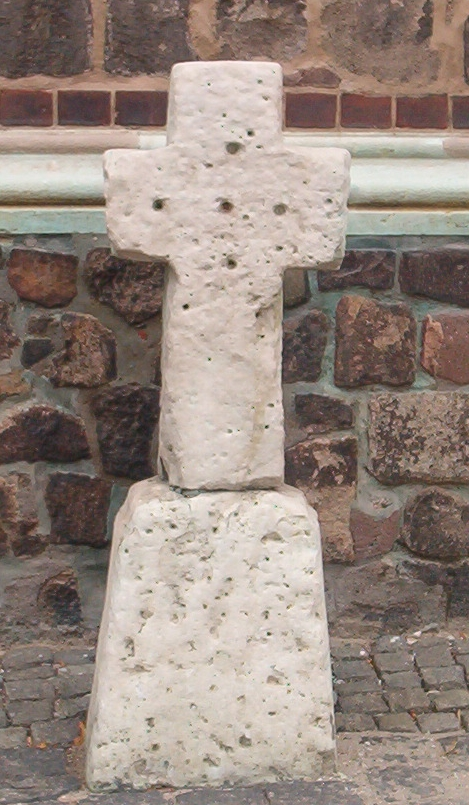
Smírčí kříž, postavený roku 1324 v Berlíně kvůli interdiktu za vraždu probošta M. z Bernau.

Interdikt (z lat. inter-dicere, zakázat) znamená zákaz účasti na svátostech a je to druhý nejtěžší církevní trest kanonického práva (po exkomunikaci). Potrestaný interdiktem nesmí sloužit mši ani žádné jiné bohoslužby, ani při nich nesmí asistovat. Nesmí udělovat svátosti a svátostiny, svátosti pak nesmí ani přijímat. Interdikt je definován v kodexu kanonického práva, kánonech 1331 a 1332.

## Historie
Kromě současného osobního interdiktu, který postihuje jednotlivé osoby nebo skupiny (ale na rozdíl od exkomunikace nevylučuje z církve), starší kanonické právo rozlišovalo ještě lokální interdikt jako zákaz bohoslužeb v určitém místě, např. městě nebo kostele, a generální interdikt pro celou diecézi nebo zemi. Užíval se jako papežský trest zejména za vraždu kněze, ale také proti vzpurným panovníkům, biskupům nebo jiným významným osobám, postihoval však všechny věřící určité oblasti.
Největšího významu dosáhl interdikt, známý od raného středověku, ve 12.–15. stol. jako nástroj moci papežů a biskupů (např. 1208 interdikt na Anglii, 1302 na Budín, 1324 na Francii, 1380 na Moravské markrabství, 1412 na Prahu).
Lokální i generální interdikt mohl být vyvolán také tím, že panovník, biskup nebo teolog byl postižen slavnostní klatbou (anathéma). Ve městě, kde odsouzený žil, byly zakázány všechny církevní obřady a udělování jakýchkoli svátostí.

## Současnost
Dnes platné kanonické právo katolické církve z roku 1983 již nezná lokální interdikt. Osobní interdikt nastupuje latae sententiae po některých činech, jako např. fyzický útok na biskupa či sloužení mše někým, kdo není kněz.